# ヤロミツァ県
| 旗 県章 ヤロミツァ県の位置 |                     |
| 地域                       | 南部地域            |
| 歴史的な地域               | ムンテニア          |
| 県都                       | スロボジア          |
| 面積                       | 4,453km²            |
| 人口                       | 250,816人（2021年） |
| 人口密度                   | 56人/km²            |
| ISO 3166-2                 | RO-IL               |

ヤロミツァ県（ヤロミツァけん、ルーマニア語: Judeţul Ialomiţa）は、ルーマニア・ムンテニア地方の県。県都はスロボジア。東はコンスタンツァ県、西はイルフォヴ県、北はブライラ県、ブザウ県、プラホヴァ県、南はカララシ県と接する。

## 人口統計
人口は250,816人（2021年国勢調査）。民族構成はルーマニア人が204,890人、ロマ人が16,063人などとなっている。
| 年   | 県人口  |
| ---- | ------- |
| 1948 | 244,750 |
| 1956 | 274,655 |
| 1966 | 291,373 |
| 1977 | 295,965 |
| 1992 | 306,145 |
| 2002 | 296,572 |
| 2011 | 258,669 |
| 2021 | 250,816 |

## 地理
面積は4,453平方キロメートルである。
県はバラガン平野に位置し、小さく深い谷が付随する小さな河川が流れる、平坦な土地が広がっている。東側はドナウ川が県境となり、ヤロミツァ川が県の西から東へ流れる。ドナウ川は、古い支流でボルチャ川の支流であるヤロミツァ池周辺で注ぐ。
西部は1940年まで、東部は1967年まで、県の平野はノガンの生息地だった（ルーマニア語でドロピエdropie）。ノガンは食料にされたりしたことから生息数が激減した。

## 経済
農業が県の主要産業である。工業はスロボジア市に集約されている。
- 食品製造
- 織物産業
- 機械部品製造

## 観光
- スロボジア

## 行政区画
3つの市、4つの町、57の基礎自治体からなる。

### 主な市町

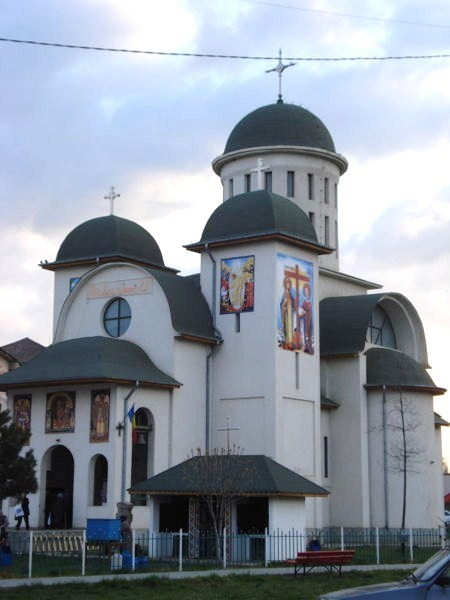
ウルジチェニのルーマニア正教会派教会

- スロボジア
- フェテシュティ（en:Feteşti）
- ウルジチェニ（en:Urziceni）
- アマラ（Amara）